# Spodoptera exquisita
Spodoptera exquisita är en fjärilsart som beskrevs av Heinrich Benno Möschler 1886. Spodoptera exquisita ingår i släktet Spodoptera och familjen nattflyn. Inga underarter finns listade i Catalogue of Life.